# Claude Mollard
Cet article possède un paronyme, voir Claude-Pierre Molard.
Vous pouvez aider à l'améliorer ou bien discuter des problèmes sur sa page de discussion.
 (mai 2019).
Si vous disposez d'ouvrages ou d'articles de référence ou si vous connaissez des sites web de qualité traitant du thème abordé ici, merci de compléter l'article en donnant les références utiles à sa vérifiabilité et en les liant à la section « Notes et références ».
Pour les articles homonymes, voir Mollard.
Claude Mollard (né en 1941) est expert en ingénierie culturelle, conseiller spécial du président de l'Institut du monde arabe, artiste-photographe, écrivain.

## Biographie

### Origines et formation
Claude Mollard né le 9 septembre 1941 à Chambéry (Savoie). Licencié en droit et diplômé de l'Institut d'études politiques de Lyon, il est ancien élève de l'École nationale d'administration, promotion Marcel Proust (1965 / 1967).

### Carrière dans l'administration des Finances et à la Cour des Comptes (1967-1971, 1978-1981, 1996-2000, 2004-2010)
Après sa sortie de l'ENA, il choisit le ministère des Finances où il exerce ses fonctions en tant qu'administrateur civil (direction du budget), de 1967 à 1971. Rapporteur du Groupe Financement de la Commission des Affaires culturelles du VIe Plan et auteur du rapport proposant la création du Fonds d'intervention culturelle (FIC). Conseiller référendaire à la Cour des comptes (1978), conseiller maître (2004- 2010).

### Conseiller politique (1967- 2002)
1967 : adhérent du PSU, il travaille avec Pierre Mendes-France, qu’il aide dans la préparation de ses discours et conférences. Assistant parlementaire de Michel Rocard, 1967.
Février 1968-juin 1971 : secrétaire de la section du PSU du Ve arrondissement de Paris.
Juin 1981 : chargé de mission au cabinet de Jack Lang, ministre de la Culture
Avril 2000-avril 2002 : conseiller pour le développement artistique et culturel au cabinet de Jack Lang, ministre de l’Éducation nationale.

### Comme haut fonctionnaire dans le secteur public de la culture et de la communication (1971-1986)
De 1971 à 1978, il est détaché auprès de la « Délégation chargée de la réalisation du Centre du plateau Beaubourg », auquel succède le 1er janvier 1972 l'« Établissement public chargé de la construction du Centre Beaubourg ». Claude Mollard participe ainsi à la conception, à la construction, puis à l'ouverture au public du Centre national d'art et de culture Georges-Pompidou (1977) en qualité de secrétaire général.
En 1978, il est nommé secrétaire général de l'Institut national de l'audiovisuel (INA) auprès du Président Pierre Emmanuel, jusqu'à sa nomination en 1979 en qualité de conseiller référendaire à la Cour des Comptes.
De 1979 à 1981, parallèlement à ses fonctions à la Cour des Comptes, il est Délégué Général de l'Union centrale des arts décoratifs. Il engage à ce titre la rénovation du Musée des arts décoratifs de Paris et lance le Musée de la mode et du textile. Il crée une filiale spécialisée dans l'édition d'objets d'art à partir des collections du Musée : ARCODIF.
Au ministère de la Culture (1981-1986)
En 1981, il est nommé Chargé de mission auprès de Jack Lang, ministre de la Culture. À ce titre, il est chargé du doublement du budget du Ministère qu'il mène à bon port, la réorganisation des services du ministère et le lancement d'une nouvelle politique des musées et des arts plastiques.
En 1982, il crée la Délégation aux Arts plastiques, dont il est nommé Délégué ainsi que Président du Centre national des arts plastiques (CNAP). Dans ces nouvelles fonctions, il lance les Fonds régionaux d'art contemporain (FRAC), il gère le Fonds national d'art contemporain (FNAC), il crée et gère le Fonds de Commande Publique, il lance les aides à l'édition, il crée le Fonds d'incitation à la création (FIACRE). Il assure la gestion des manufactures nationales de tapis et tapisseries des Gobelins, de Beauvais, du Puy, de Lodève, le Mobilier national, l'Institut Supérieur de Restauration des Œuvres d'Art (IFROA), sept Écoles nationales d'Art (Cergy, Dijon, Aubusson, Nancy, Limoges, Bourges, Nice). Il exerce la tutelle de l’État sur l'École nationale supérieure des beaux-arts, sur celle des arts décoratifs, sur la Villa Médicis à Rome.

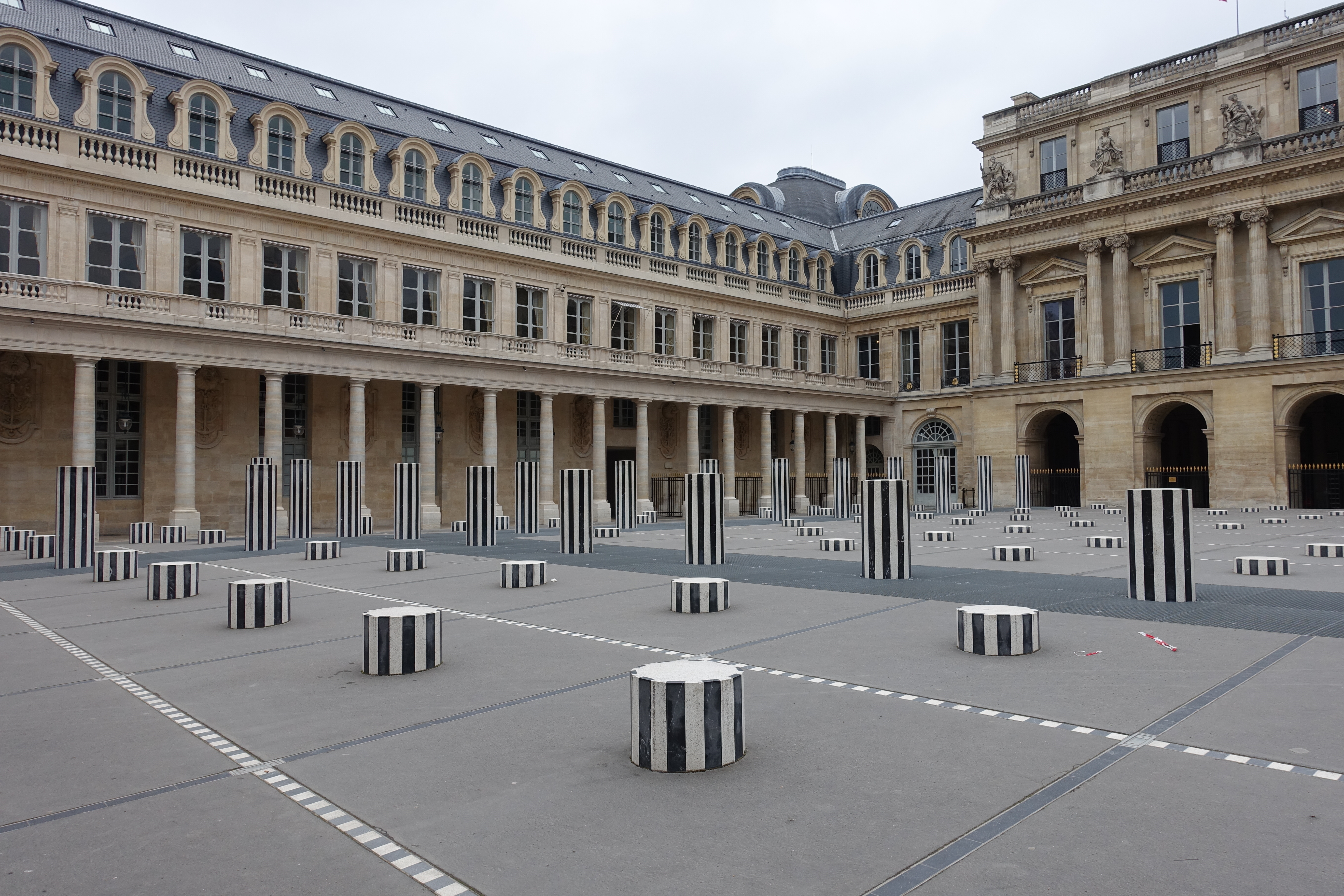
Les colonnes de Buren dans la cour du Palais-Royal.

En septembre 1982, il devient Président du Centre national de la photographie qu'il crée et dont la direction est assurée par Robert Delpire. Il crée l'École nationale supérieure de la photographie à Arles, inaugurée en 1985. En 1983, il lance l'École nationale supérieure de création industrielle (ENSCI) dont le premier Président est Anne-Marie Boutin. Cette école supérieure est le premier établissement d'enseignement supérieur à recevoir en France le statut d'établissement public à caractère industriel et commercial. Il lance le Centre national d'art contemporain de Grenoble (appelé aussi "le Magasin") dont il assure la présidence. Il crée l'APCI (Association pour la Promotion de la Création Industrielle) qui organise notamment les concours du mobilier de bureau, du luminaire, des arts de la table, de l'éclairage urbain.

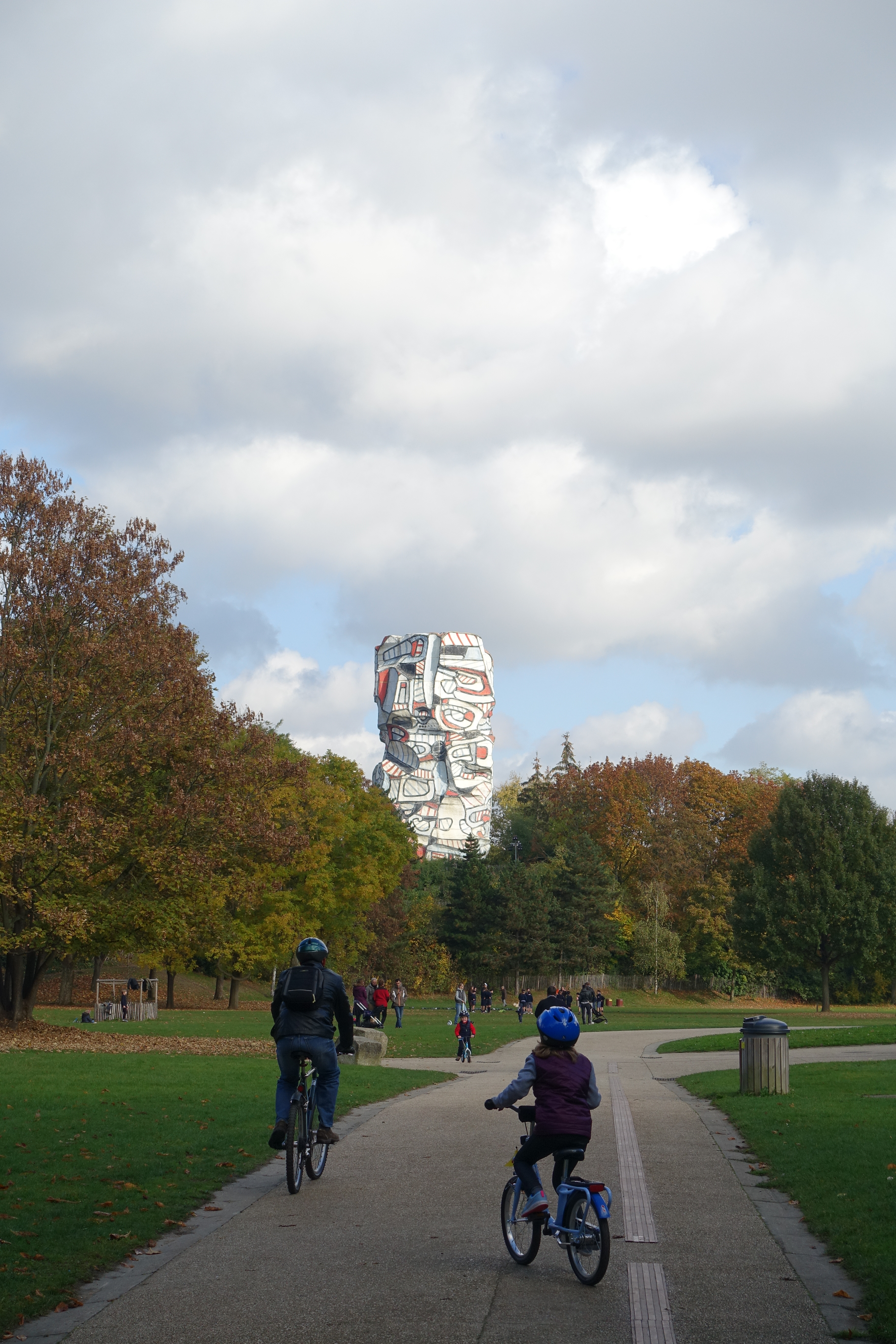
La Tour aux figures de Dubuffet.

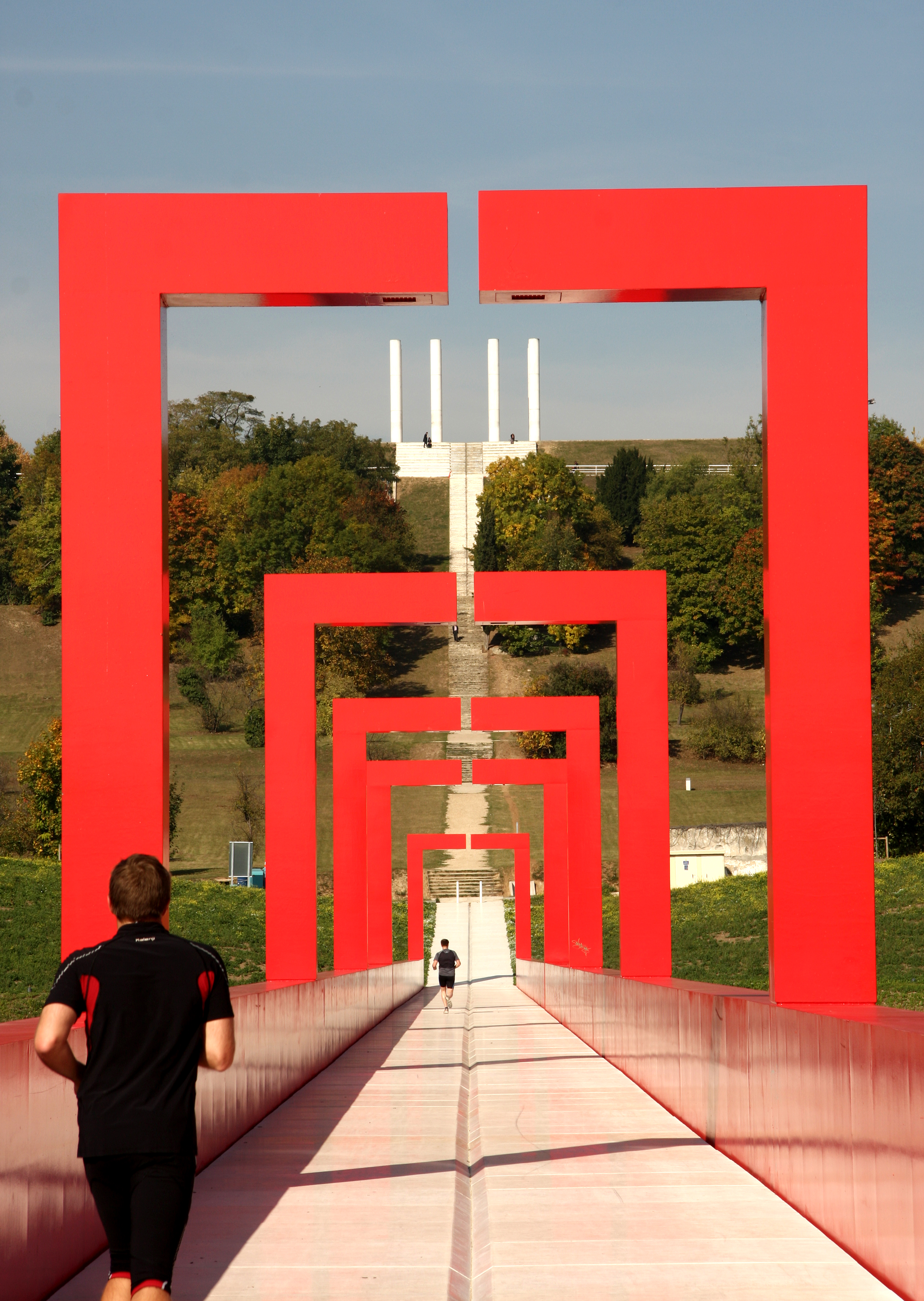
L'Axe majeur de Cergy-Pontoise.

À partir de 1985, il assure la présidence de l'Association de préfiguration du Centre National des Arts Culinaires, présidée ensuite par Jean Ferniot.
Parmi les grandes commandes publiques que Claude Mollard est chargé de lancer et de faire réaliser dans le cadre du Centre national des arts plastiques (CNAP) figurent la fontaine Stravinsky (1983) conçue par Tinguely (1925-1991) et Niki de Saint Phalle (1930-2002), pour la place Igor-Stravinsky, couvrant la partie souterraine de l'Ircam (à cette époque uniquement accessible par le Centre Pompidou), les accumulations L'Heure de tous et Consigne à vie (1985), par Arman (1928-2005), érigées l'une côté cour du Havre, l'autre côté cour de Rome du parvis de la gare Saint-Lazare, les deux fontaines cinétiques intitulées Les Sphérades (1985) de Pol Bury (1922-2005), ainsi que les colonnes de Buren dans la cour d'honneur du Palais-Royal, du Centaure, hommage à Picasso par César (1921-1998) inauguré en 1988 au carrefour de la Croix-Rouge (place Michel-Debré depuis 2005), de la Tour aux figures (1986-1988) à Issy-les-Moulineaux, dernière œuvre conçue par Jean Dubuffet (1901-1985), et de plus d'une centaine d'autres œuvres. Il intervient également dans le projet de l'Axe majeur de Cergy Pontoise .

### Consultant et chef d'entreprise (1986-aujourd'hui)
En 1986, il quitte le ministère de la Culture et obtient une mise en disponibilité de la Cour des Comptes pour créer une entreprise de conseil autour du concept d'ingénierie culturelle qu'il invente et dont il assure le développement. Il fonde la première agence d'ingénierie culturelle, ABCD (Arts, Budget, Communication, Développement) avec le concours de la Caisse des dépôts et consignations, du Crédit Coopératif, du Crédit Mutuel, de la Banque de la Cité et autres investisseurs comme Dina Vierny, Denyse  Durand-Ruel, etc.
Il crée l'Institut Supérieur de Management Culturel (ISMC) en 1987 dont il exerce la direction (président : Robert Bordaz puis Jean-Philippe Billarant).
En tant que consultant en ingénierie culturelle, il lance un grand nombre d’études, de projets et de manifestations en France et à l'étranger (au total plus de 500) parmi lesquelles figurent :
- le projet de Théâtre national catalan avec Ricardo Bofill à Barcelone (1988);
- la Fondation de la Mémoire à Oradour-sur-Glane (1988 - 1999);
- l’Europe des Créateurs Utopies 89 au Grand Palais, avec la participation de 50 villes et régions de plus de 20 pays d’Europe (1989);
- Tuileries 89 (700 000 visiteurs dans le cadre du bicentenaire de la Révolution);
- la cathédrale de la Résurrection d'Évry (1990 - 1995);
- l'audit culturel du Zimbabwe avec l'Union Européenne (1992);
- le parc archéologique de Carthage en Tunisie (1992-1993);
- la bibliothèque francophone de Limoges, les bibliothèques de Rouen, Blois, Montpellier, etc;
- le musée historique de Sarlat (1993);
- l’exposition Les Monuments de Calder à la Défense et à la Kunsthalle de Bonn (1993);
- le musée gallo-romain Vesunna de Périgueux avec l'architecte Jean Nouvel[7](1994);
- le projet de "Tour de la terre" aux côtés de Nicolas Normier (depuis 1997);
- le projet d'Avignon Capitale culturelle de l'Europe en l'an 2000 (1998);
- le projet 7 autoportraits pour les 9 villes européennes de la culture en liaison avec la CEE (Saint Jacques de Compostelle, Avignon, Bologne, Bruxelles, Prague, Cracovie, Reykjavik, Bergen, Helsinki) (1998);
- le projet de réhabilitation du château du Rivau (au pays de Rabelais, en 1998);
- le projet des Sept Merveilles parrainé par l'UNESCO (1998-1999);

En 1996, il quitte l’Agence ABCD qui est reprise par ses consultants. Il réintègre la Cour des comptes et décide de recentrer ses activités.
Il entreprend la rédaction de l’histoire de la politique culturelle de la Ve République (« le Cinquième pouvoir, la culture et l’État, de Malraux à Lang » paru chez Armand Colin en octobre 1999).
A son départ de la Cour des Comptes en 2010, il reprend ses activités d’ingénierie culturelle sous le nom de Claude Mollard Consultants (CMC).
Il est notamment conseiller (2008-2012) du président de l’IMEC (Institut mémoires de l'édition contemporaine) pour le projet de transfert de l’Atelier typographique de l’Imprimerie nationale depuis Paris à l’abbaye d’Ardenne à proximité de Caen (projet non-abouti). 
- Consultant d’Emmaüs International pour la création du Centre abbé Pierre Emmaüs (2010-2012);
- Consultant de l’agglomération de Rouen Elbeuf (CREA) pour le projet de Musée des grands formats, l’Historial Jeanne d’Arc (2013-2015), le Panorama de Rouen (2013);
- Consultant du château du Clos Lucé pour la scénographie de l’Atelier de Léonard de Vinci et pour le lancement du premier Centre international d’interprétation de Léonard de Vinci et la Renaissance (2014);
- Programmation et scénographie de l'Abbaye de la Chaise-Dieu[8](2017-2020);

### Comme haut fonctionnaire au ministère de l'Education nationale (avril 2000-janvier 2004)
En avril 2000, il est nommé auprès de Jack Lang, alors ministre de l'Éducation nationale « chargé de mission auprès du ministre pour les arts et la culture » . Il conçoit puis met en œuvre « le plan de cinq ans » des deux ministres de la Culture (Catherine Tasca) et de l'Éducation nationale (Jack Lang) pour développer les arts à l’école.
Il est l'initiateur, à ce titre, des classes à PAC (à projets artistiques et culturels) - près de 30 000 seront réalisées pour la seule année scolaire 2001-2002.
Nommé en janvier 2001 directeur général du Centre national de Documentation Pédagogique (CNDP), il poursuit dans ce cadre la mise en place du Plan, ainsi que la réforme du CNDP et de son réseau de Centres régionaux, l’ensemble prenant le nom de Réseau SCEREN en mars 2002 (Service Culture Éditions Ressources pour l’Éducation nationale : budget total de 150 millions d’euros et 3.500 agents répartis sur tout le territoire).
À ce titre il met au point de nombreuses publications, éditions et productions audiovisuelles et multimédia :
- avec la Cinq, coproduction de nombreuses émissions télévisées à caractère pédagogique et création de la première web TV européenne, accessible dans tous les établissements scolaires  (programmes disponibles à terme : 300 heures sous la forme de 2000 modules téléchargeables);
- avec Gallimard, la coproduction d’une collection d'ouvrages, à raison d'un par académie, “ l’Art pour guide ”, première histoire culturelle des régions de France depuis la Préhistoire.
- avec les Cahiers du cinéma : la collection « Les petits cahiers »;
- la collection de DVD à usage pédagogique portant sur les grands films du patrimoine français et étranger: «les Quatre cents coups» de Truffaut, «La prisonnière du désert » de John Ford, « Où est la maison de mon ami ? » de Kiarostami, « Les temps modernes » de Charlie Chaplin, etc;
- avec les Éditions Autrement, une collection de dix livres d’initiation aux différents arts à destination des élèves du collège et du lycée. dans le domaine des arts et de la culture, l’édition ou la coédition de plus de 150 produits pédagogiques;
- il développe la production de DVD en portant à près de 50 le nombre d’exemplaires issus du SCEREN;
- il rénove la Librairie de l’éducation de la rue du Four à Paris dont le chiffre d’affaires s’accroît de 40 % en un an.

### A l'Institut du monde arabe (IMA) (depuis 2013)

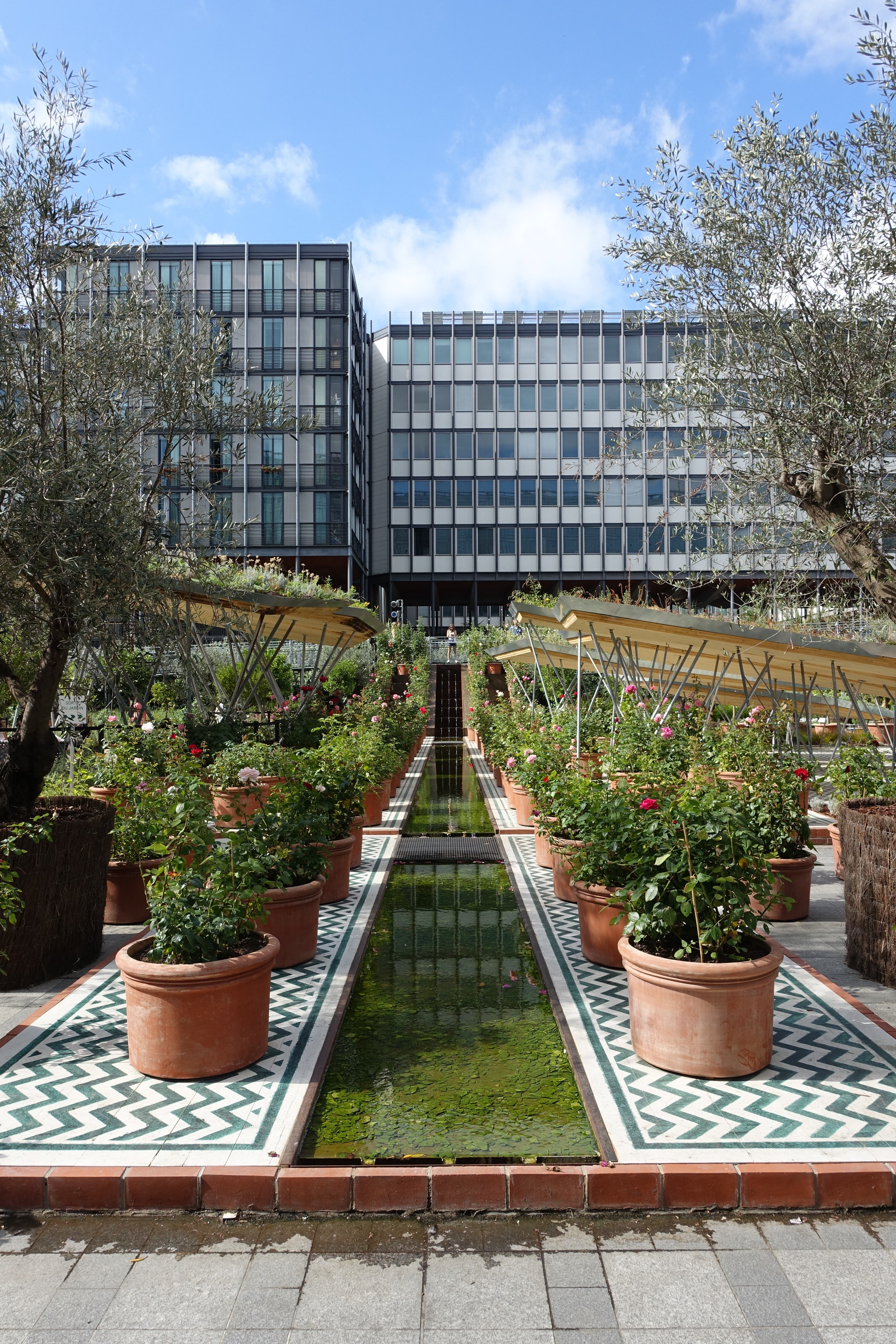
Anamorphose, exposition "Jardins d'Orient" à l'Institut du monde arabe (2016).

Conseiller spécial du président Jack Lang qu'il accompagne dans ses activités quotidiennes, il veille au bon développement des expositions. Il assure de commissariat ou la coordination d’expositions comme Il était une fois… l’Orient-Express, qui en 2014 a reçu 270 000 visiteurs ; mais aussi Stéphane Pencréac’h, œuvres monumentales (2015) ; Jardins d’Orient (2016) ; Etel Adnan, (2017) ; Le canal de Suez (2018), L’Orient Express à Singapour (2020) ; L'Horizon de Khéops (réalité virtuelle, 2022); Le Mystère Cléopâtre (2025)...

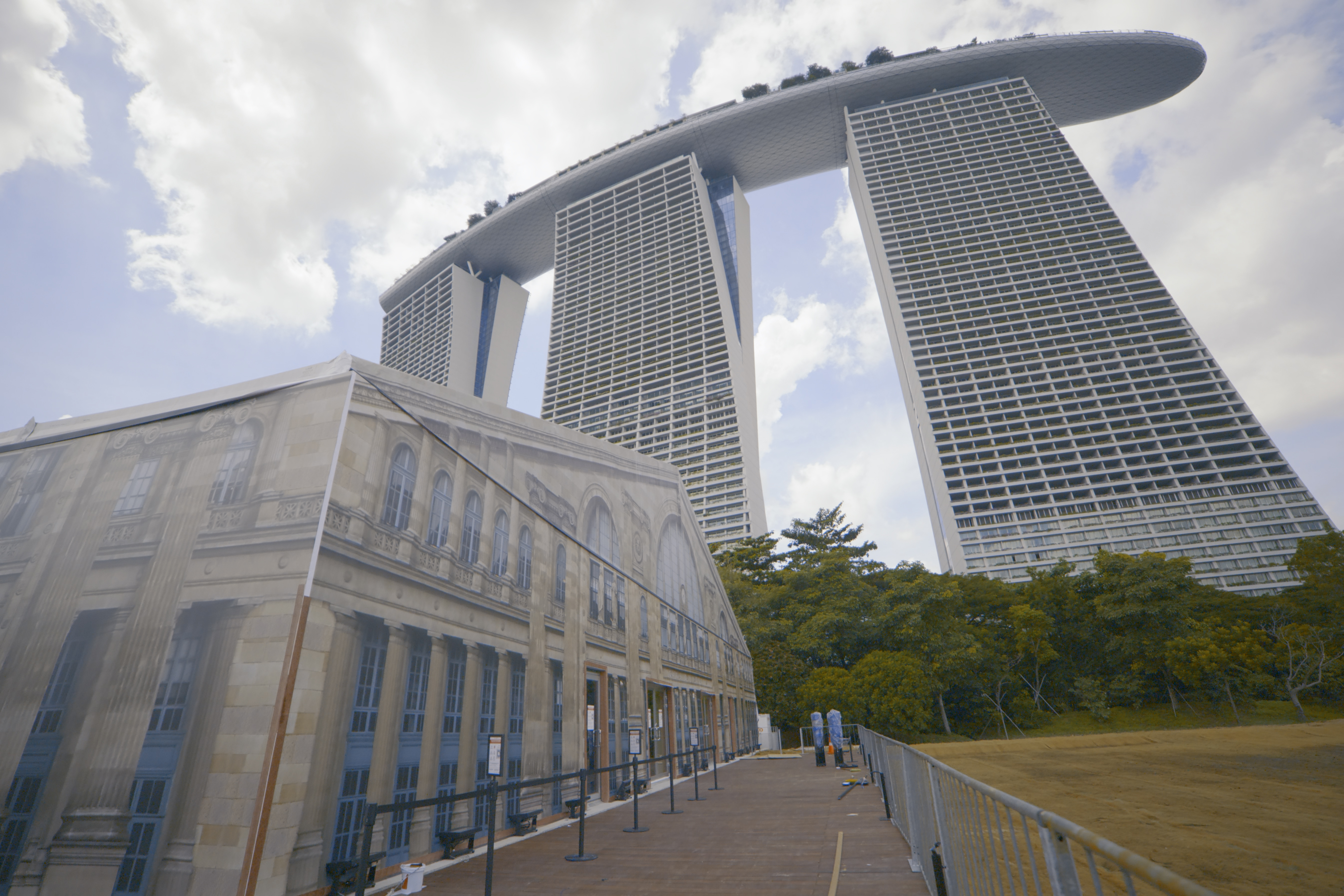
La gare du Nord à Singapour (décembre 2020).

Il est à l’origine de la donation de 2000 œuvres d’art faite au musée de l’IMA par Claude et France Lemand (2018-2024).
Il est vice-président du Fonds de dotation Claude et France Lemand qui intervient dans l’enrichissement des collections du musée de l’IMA et dans les actions de recherche, développement et pédagogie.

### Autres activités
Il a dirigé la délégation française au Sommet culturel mondial de Sao Paulo en 2004 et participé au Forum international de la Culture en août 2005 à Bahia.
Il fut chargé de conférences sur l’art contemporain à l’université Candido Mendes à Rio de Janeiro.
Il a fondé l'Espace Krajcberg, musée - centre d'art qui gère la donation de l'artiste brésilien à la ville de Paris en 2003, dont il est président d'honneur.
De 2014 à 2018, il est président du Fonds de dotation de l'Ermitage fondé par Martine Boulard et inauguré par Jack Lang en 2014.

### En tant que photographe-plasticien (depuis 2006)
Claude Mollard dévoile son travail photographique conduit depuis plus de 40 ans. Il a commencé à exposer de ses photographies qui reproduisent les esprits de la nature, sorte de paysages anthropomorphes. Les Éditions « Cercle d’Art » lui ont consacré un livre qui présente ces images avec un texte de Christine Buci-Glucksmann qui les appelle les « visages d’avant les dieux ».
Il a entrepris un recensement dans de nombreux pays des « Origènes », nom qu’il donne à ses photos anthropomorphes, pour identifier à travers ces visages que les hommes primitifs avaient déjà reconnus, les origines de notre culture, de l’art et donc de l’homme lui-même. Il a publié divers ouvrages dont un sur la métamorphose des portraits de Pompéi et en 2012, sur les « Graphogènes », visages démasqués dans les graffitis urbains. 
Entre 2005 et 2017, il a exposé à Marrakech, Strasbourg, Gand, Bruxelles, Karlsruhe, Paris (Espace Paul Ricard), Naples, Paris, Aix en Provence, Arles, abbaye de Silvacane, Meknès, Lima (Pérou), Paris (différentes galeries), Mayence, Lille (Musée des beaux-arts), Sao Paulo (Brésil), Rio de Janeiro (Jardin botanique), Nançay (Cher), Garches (Fonds culturel de l’Ermitage). 
Il a publié chez Beaux-arts Les esprits de Vallons (2014), la Forêt parallèle de Frans Krajcberg (2015), la collection revisitée Durand Ruel avec Martine Boulart (2015).
En 2017, il a exposé dans la galerie Claude Lemand (Paris)ainsi qu'à la galerie Gérard Capazza (Nançay).
De novembre 2017 à janvier 2018, la Maison européenne de la photographie(MEP) lui consacre une rétrospective "Êtres premiers" avec des préfaces d'Edgar Morin et de Gabriel Bauret.
En 2018, il présente ses "Stellaires" à la galerie Capazza.
En 2023, l'espace Krajcberg lui consacre une exposition "Le cri de la Terre" qui donne lieu à la publication d'un catalogue aux éditions L'Harmattan.

## Publications
- L’enjeu du Centre Pompidou, 1976
- Le mythe de Babel, essai sur l’artiste et le système, Grasset, 1984
- La passion de l’art, La Différence, 1986
- Jeanclos, en collaboration avec Bruno Foucart et Marcellin Pleynet, La Différence, 1986
- Profession : ingénieur culturel, La Différence, 1987
- Les mille et une nuits de Ramsà, Pictura Edelweis, 1989
- Professions : ingénieur culturel (deuxième édition), Charles le Bouil, 1989
- Concevoir un équipement culturel, Le Moniteur, 1992
- L’ingénierie culturelle, coll. Que sais-je ?, PUF, 1992 ; 1999 (deuxième édition)
- Vana Xénou, Le Cercle d’art, 1995
- La cathédrale d’Evry, Odile Jacob, 1996
- Le poème attrapé par la queue, fantaisie poétique, AREA, 1999
- Le cinquième pouvoir. La culture et l’État de Malraux à Lang. Armand Colin.1999.
- Les nouveaux réalistes, Le Cercle d’art, 2002
- Quand les artistes entrent à l’université, Buren et Orlan, catalogue de l’exposition itinérante organisée par le CNDP, 2002
- Le Très Grand Véda, Gallimard, avec des dessins de Tomi Ungerer, 2004
- Frans Krajcberg, La traversée du feu, (en collaboration avec Pascale Lismonde), Isthme éditions, 2005
- Juan Gris, Le Cercle d’art. 2006
- Origènes, livre de photographies de Claude Mollard avec un texte de Christine Buci-Glucksman, Cercle d’art, 2006
- Pompéi, métamorphose du portrait, Éditions du Très Grand Véda. Textes de Pascale Lismonde, Michel Sicard, Claude Mollard. 2007
- L’ingénierie culturelle, et l’évaluation des politiques culturelles, 3e édition, coll. Que-sais-je ?, 2009
- Contaminations, en collaboration avec Valérie Honnart, photographies et peintures, textes de Valérie Honnart et Claude Mollard, Éditions du Très Grand Véda. 2010
- La saga de l’Axe majeur de Dani Karavan à Cergy Pontoise, Éditions du Moniteur, 2011
- Malraux, Lang et après, avec Yves Marek, Area Descartes et compagnie, 2012
- Les graphogènes, photographies avec une préface de Robert Delpire, Éditions du Très Grand Véda, 2012
- Le Nouveau Manifeste du naturalisme intégral, texte et photographies de Frans Krajcberg et Claude Mollard, Critères, 2013
- Les esprits des vallons (dans la maison de Martine Boulart), préface de Jean Hubert Martin, entretien Martine Boulart, Beaux-Arts Éditions, 2014
- La collection revisitée de Denyse et Philippe Durand Ruel, Fonds culturel de l’ermitage, préface de Jean de Loisy, textes de Claude Mollard, Martine Boulart, Denyse Durand Ruel,  Beaux-Arts Éditions, 2015
- La forêt parallèle, le Sitio Natural de Frans Krajcberg à Bahia, préface de Christophe Rioux, textes de Claude Mollard et Frans Krajcberg, Beaux-Arts Éditions, 2015
- Triptyques, préface de Jack Lang, textes de Claude Mollard, Gérard Capazza, Martine Boulart, Beaux-Arts Éditions, 2015
- La culture est un combat. Les années Lang-Mitterrand, 50 histoires, PUF, 2015
- L’ingénierie culturelle, coll. Que Sais-je ?, 5ème édition, avec Steven Hearn, 2016
- L’art de concevoir et de gérer un musée, avec Laurent Le Bon, Les éditions du Moniteur, 2016
- Etres premiers, une anthropologie imaginaire, textes d’Edgar Morin, Tomi Ungerer, Gilbert Lascault et Gabriel Bauret. Editions Dilecta, 2017 (à l’occasion de l’exposition des photos de Claude Mollard à la Maison européenne de la photographie)
- Frans Krajcberg, un artiste en résistance, préface de Bruno David, textes de Claude Mollard et Sylvie Depondt, Editions Museo, 2017 (à l’occasion de l’exposition Krajcberg au Musée de l’Homme)
- Maroc, regards croisés : Tahar Ben Jelloun, Les portes, Claude Mollard, les visages de Meknès, préface de Claude Mollard sur les peintures de Tahar Ben Jelloun et préface de Tahar Ben Jelloun sur les photographies de Claude Mollard, 2017 (à l’occasion de l’exposition galerie Trigano)
- Béatrice Englert, Etait, sera, est, Éditions Beaubourg 24, 2018 (catalogue de l’exposition galerie 24)
- Philippe Dujardin, Du passé faisons table rase, contribution, La Passe du vent, 2018
- Il était une fois le canal de Suez, avec Marianne Coadou, bande dessinée, Altercomics 2018 (à l’occasion de l’exposition faite à l’Institut du monde arabe)
- Le Cri de la Terre, Éditions L'Harmattan, 2023.

## Décorations
- Officier de la Légion d'honneur Il est promu officier par décret du 3 avril 2015[13]. Il était chevalier du 15 février 1990.
- Officier de l'ordre national du Mérite
- Commandeur de l'ordre des Arts et des Lettres